# Pius V.

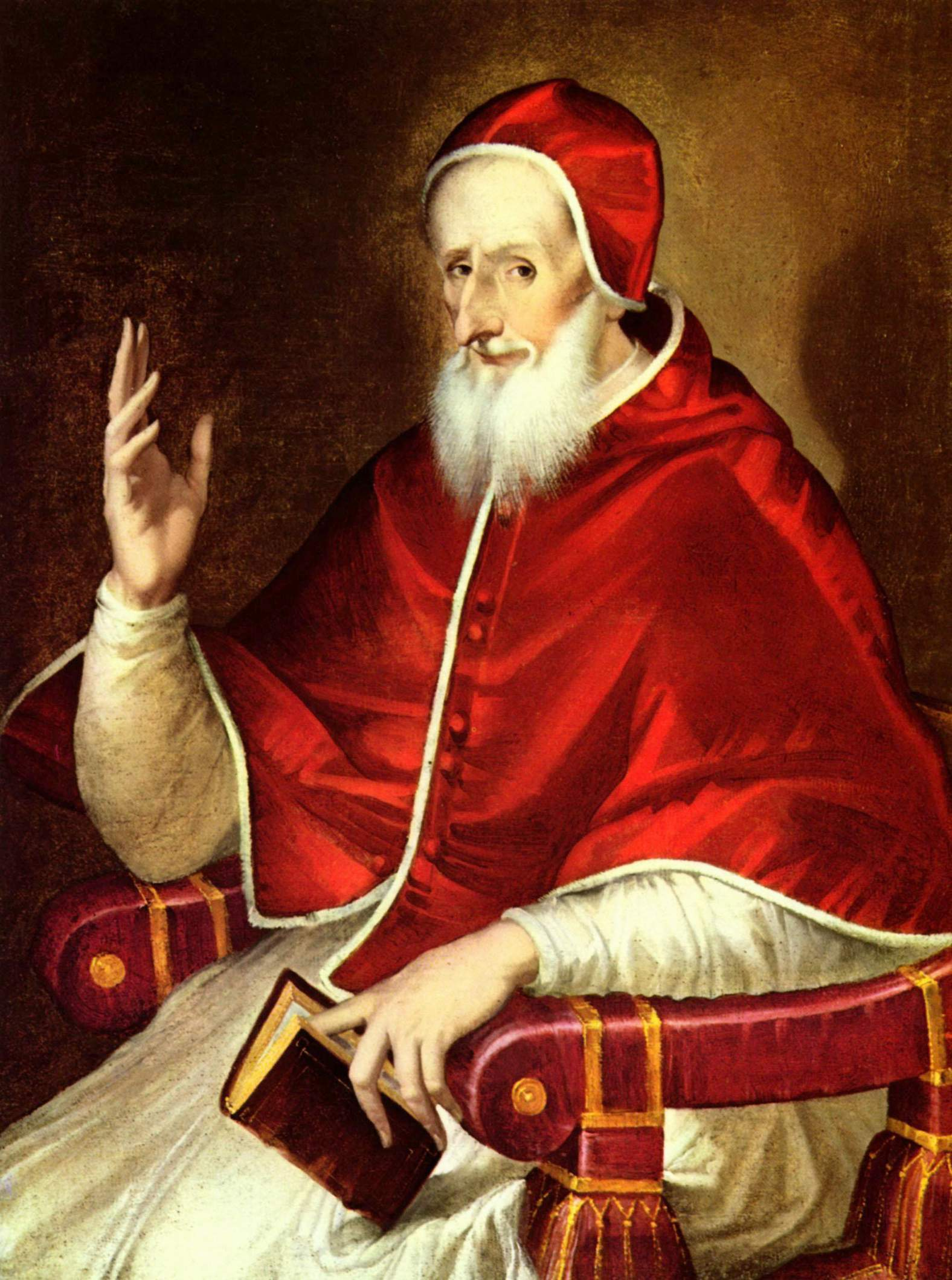
Pius V. in einer Darstellung von El Greco

Signatur Pius’ V.

Wappen von Papst Pius V., moderne Nachzeichnung

Pius V., bürgerlicher Name Antonio Michele Ghislieri OP (* 17. Januar 1504 in Bosco Marengo bei Alessandria; † 1. Mai 1572 in Rom), war von seiner Wahl am 7. Januar 1566 bis zu seinem Tod Papst der katholischen Kirche. Er wurde 1712 heiliggesprochen.

## Leben

### Frühe Jahre
Nach seinem Eintritt in den Dominikanerorden im Jahr 1518 und der Priesterweihe 1528 wurde Antonio Michele Ghislieri Provinzial der lombardischen Ordensprovinz, Inquisitor für Como und Bergamo, 1556 Bischof von Nepi und Sutri. 1557 wurde er von Papst Paul IV. zum Kardinal erhoben und zum Kardinalpriester von Santa Maria sopra Minerva ernannt. 1558 folgte seine Ernennung zum Großinquisitor, 1560 zum Bischof von Mondovì, 1561 zum Kardinalpriester von Santa Sabina, 1565 wiederum zum Kardinalpriester von Santa Maria sopra Minerva.

### Pontifikat
Am 7. Januar 1566 wurde Kardinal Ghislieri im Konklave zum Papst gewählt. Der Papstname Pius war programmatisch gemeint. 1567 gründete er das Studenteninternat Collegio Ghislieri in Pavia, das noch heute besteht.
Nach außen milde und gütig, gegen sich streng und asketisch, verkörperte er das Ideal eines religiösen Papstes, wenngleich das römische Volk entsetzt war, einen als unbarmherzig bekannten Großinquisitor als Papst bekommen zu haben. Sich dessen bewusst, soll Pius unmittelbar nach seiner Wahl gesagt haben: „Ich hoffe, so zu regieren, dass die Trauer bei meinem Tode größer sein wird als die bei meiner Wahl.“

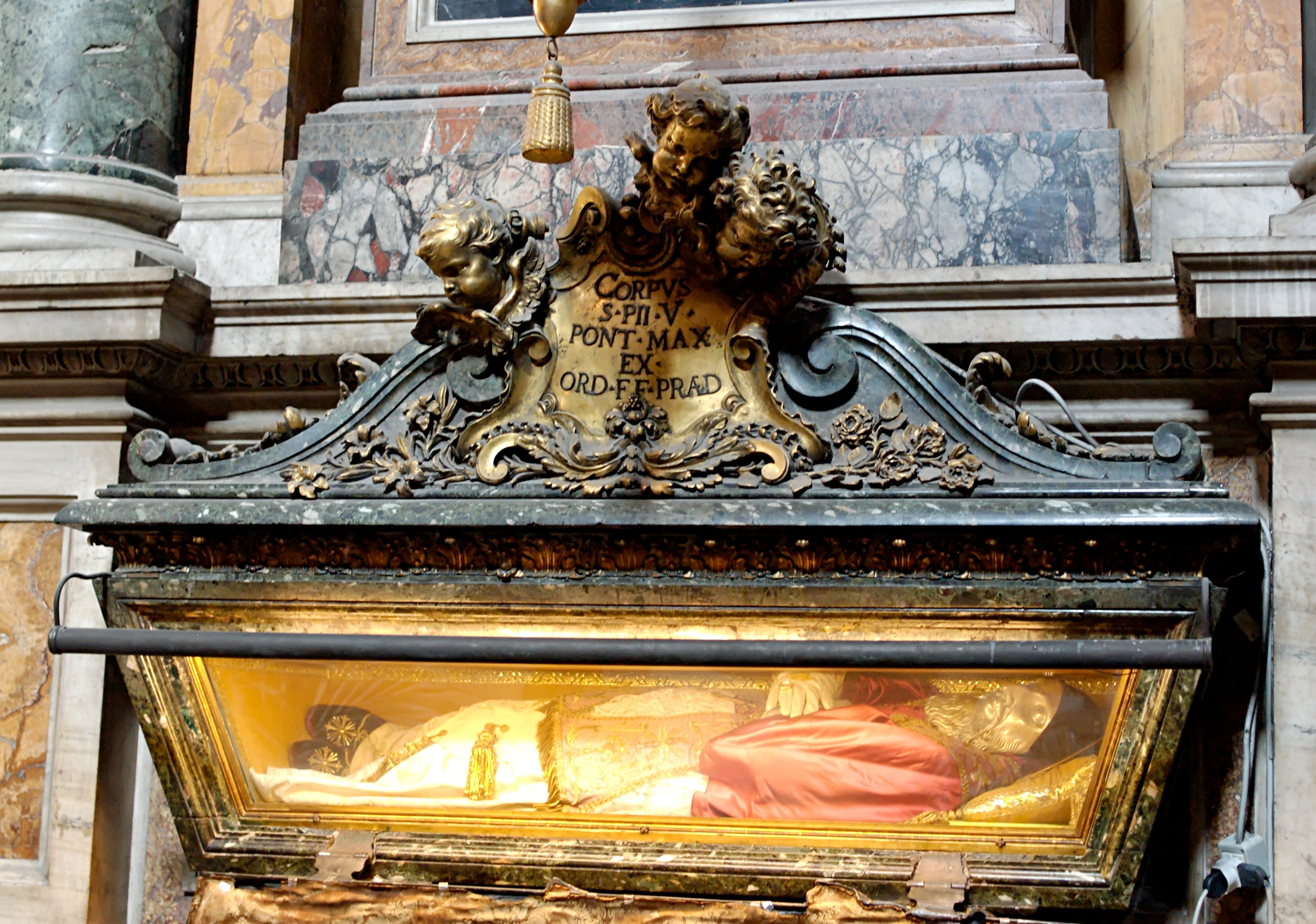
Pius’ Grabmal in der Capella Sistina in Santa Maria Maggiore

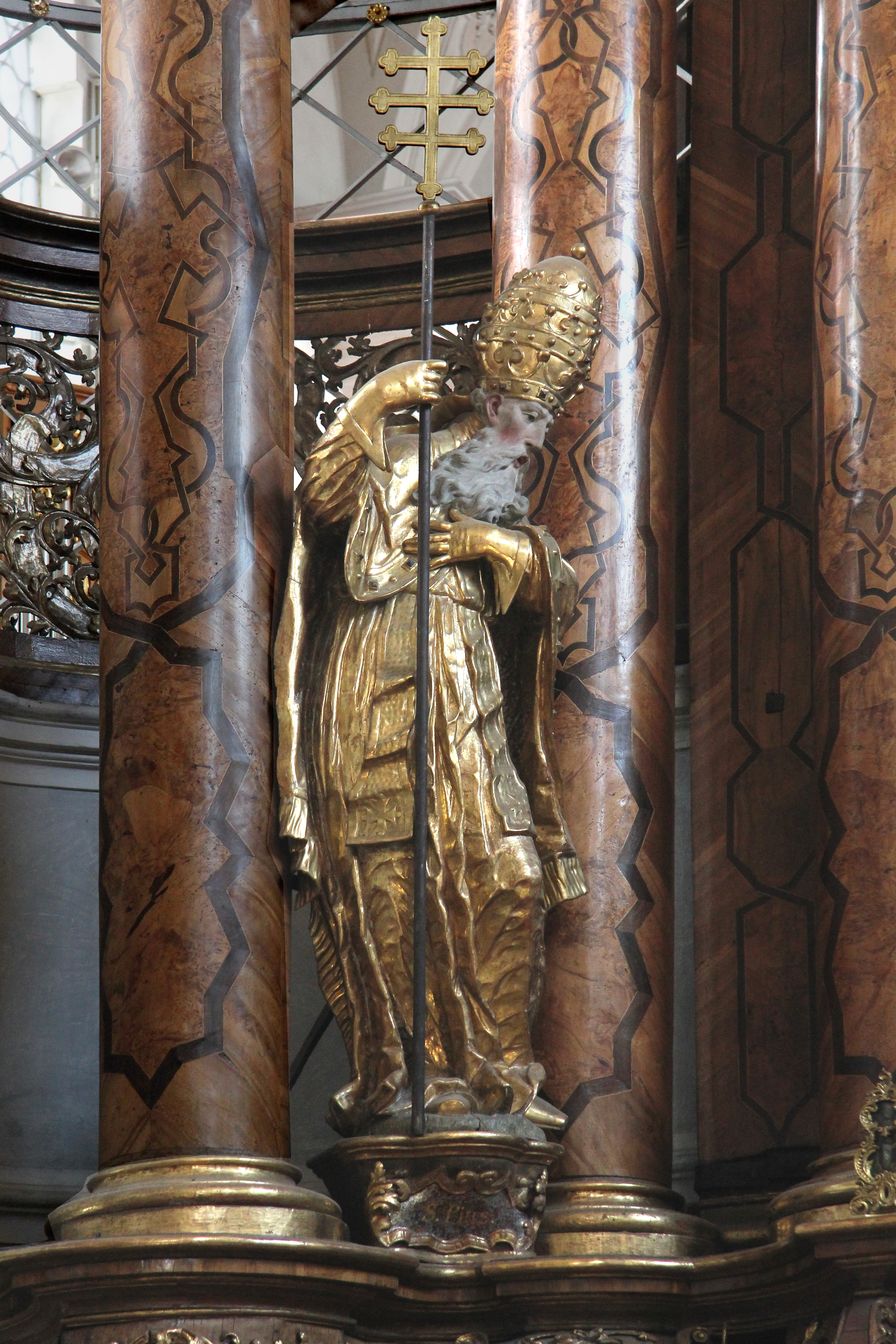
Pius V., Statue auf dem Hochaltar der Klosterkirche Wörishofen

Pius’ vorbildlicher Lebenswandel, seine Bescheidenheit und Einfachheit, aber auch sein Eifer und die Neigung, sich für alle Belange der Menschen zu interessieren, brachten ihm, zusammen mit seinen Reformen nicht nur die Kirche betreffend, bald die Verehrung des Volkes ein. Es war ergriffen, „wenn es ihn in den Prozessionen sah, barfuß und ohne Kopfbedeckung, mit dem reinen Ausdruck einer ungeheuchelten Frömmigkeit im Gesicht […]; sie meinten[,] sein bloßer Anblick habe Protestanten bekehrt“ (Leopold von Ranke). Unerbittlich hart und streng zeigte er sich jedoch, wo es sich um Vergehen gegen kirchliche Grundsätze handelte; Entweihung des Sonntags, Gotteslästerung und Ehebruch ahndete er mit solch drakonischen Strafen, dass man ihm vorhalten musste, er habe es nicht mit Engeln, sondern mit Menschen zu tun. Für Pius waren Gotteslästerung und Ketzerei Ausdruck einer Perversion, die es unerbittlich zu bekämpfen galt.

#### Innenpolitik
Pius sorgte dafür, dass Rom seinen Ruf als „Cloaca Maxima“, als „größte Kloake“, loswurde, indem er große Summen in den Ausbau und die Renovierung der Infrastruktur investierte. Typhus und Malaria konnten so bekämpft werden.

#### Reformen
Als Papst war Pius V. ein großer Reformer. Seine Amtszeit war beeinflusst durch das ihr vorausgegangene Konzil von Trient (1545–1563). Seinen Ordensbruder Thomas von Aquin († 1274) ernannte er 1567 zum Kirchenlehrer und verlieh so seinem Werk offiziellen Charakter.
Am 8. Februar 1567 hob Papst Pius V. in der Konstitution Etsi Dominici alle Almosenablässe auf und verfügte am 2. Januar 1570 in der Konstitution Quam plenum die Exkommunikation für jene, die mit Ablass Handel treiben wollten. Noch in dem bis 1983 gültigen Codex Iuris Canonici von 1917 war Ablasshandel gemäß Can. 2327 mit der Strafe der Exkommunikation belegt.
Er reformierte die Kurie und ließ 1566 den Catechismus Romanus, 1568 das Breviarium Romanum und 1570 das Missale Romanum überarbeiten und neu herausgeben. Dazu erließ er die Bulle „Quo primum“ am 14. Juli 1570. In dieser setzte er die heute so genannte Tridentinische Messe „für immer“ ein und untersagte, sie je zu modifizieren oder abzuschaffen: „(…) noch kann das vorliegende Schreiben [Quo primum] irgendwann je widerrufen oder modifiziert werden, sondern es bleibt für immer im vollen Umfang rechtskräftig bestehen.“ Im Gegensatz dazu hob in der Folge des II. Vatikanums jedoch Papst Paul VI. alle seiner Liturgiereform von 1969 entgegenstehenden Verfügungen seiner Vorgänger auf.
Mit der Bulle Sanctissimus verbot er 1566 unter Strafe der Suspension a divinis alle Abendmessen einschließlich der abendlichen Feier der Osternacht.

#### Das Massaker an den Waldensern aus Guardia Piemontese
Dem Historiker Leopold von Ranke zufolge verfolgte Pius V. mit „hemmungsloser Wut“ die Protestanten. Nachdem die Waldenser sich zur protestantischen Reform bekannt hatten und deswegen in ihrer Heimat, den piemontesischen Waldensertälern, verfolgt wurden, siedelten sie sich in dem kalabrischen Ort Guardia Lombarda an, heute Guardia Piemontese. Als Bischof der piemontesischen Stadt Mondovì veranlasste der spätere Pius V., dass alle Waldenser, jene im Piemont sowie auch jene in Kalabrien, auszurotten seien. Er entfesselte einen Kreuzzug gegen die Abtrünnigen, dem am 5. Juni 1561 der Großteil der Bevölkerung von Guardia Piemontese zum Opfer fiel. Etwa zweitausend Menschen wurden an diesem und den folgenden Tagen des Pogroms abgeschlachtet, Frauen und Kinder eingeschlossen. Die wenigen Waldenser, die das Massaker überlebten, wurden gezwungen, zum Katholizismus zu konvertieren. Heute erinnert an das Massaker das „Stadttor des Blutes“ (porta del sangue) von Guardia Piemontese, so benannt seit dem 5. Juni 1561, sowie der dort seit 2008 gefeierte „Tag der Erinnerung“ (giorno della memoria).

#### Antijudaismus
Pius V. zeichnete sich durch repressive Maßnahmen gegen Juden aus. So erließ er am 25. Februar 1569 in Rom eine Bulle mit dem Namen Hebraeorum Gens, die bestimmte, dass alle Juden „in der Ausdehnung seiner derzeitigen Vormacht“, also im Kirchenstaat, innerhalb von drei Monaten diesen verlassen mussten. Ansonsten drohte ihnen eine Exekution. Lediglich Rom und Ancona wurden davon ausgenommen.
Überblick über seine veröffentlichten Bullen gegen Juden:
- 1566 Romanus Pontifex
- 1567 Cum nos super
- 1569 Hebraeorum gens

#### Außenpolitik
Außenpolitisch tat sich Pius V. als eigentlicher Architekt der Heiligen Liga im Kampf gegen die Türken hervor, die er zusammen mit Spanien und Venedig gründete. Eine Allianz dieser Mächte schien auf Grund ihrer teils diametral entgegenlaufenden Interessen nahezu unmöglich, entsprechend langwierig und zäh gestalteten sich die Verhandlungen unter Führung Pius’ V. In seine Amtszeit fiel der Sieg christlicher Flotten über die Türken bei Lepanto im Jahr 1571.
Die Restauration der Heiligen Liga, vereinzelt auch als Heilige Allianz des Kirchenstaates mit Venedig und Spanien bezeichnet – die anderen europäischen Länder verweigerten aus machtpolitischen Erwägungen die Gefolgschaft –, war ein wichtiger Faktor zur Eindämmung der Expansion des Osmanischen Reiches.
Während des Krieges Spaniens gegen die aufständischen Niederländer im Achtzigjährigen Krieg stand er an der Seite Spaniens. 1567 ächtete er Michael Baius, den Professor aus Leuven, als Häretiker. Die Behauptung, die Kongregation der römischen und allgemeinen Inquisition habe in einem Dekret vom 16. Februar 1568 faktisch alle Niederländer (was ungefähr drei Millionen Menschen entsprach) wegen Häresie zum Tode verurteilt und nur wenige benannte Personen davon ausgenommen, wird jedoch auf eine Fälschung zurückgeführt.
Pius V. unterstützte die französischen Katholiken in ihrem Kampf gegen die Hugenotten. Daher wurde von einigen späteren Geschichtsschreibern behauptet, er habe die Bartholomäusnacht mit organisiert und unterstützt. Pius war jedoch zu dieser Zeit schon gestorben.
Er exkommunizierte Elisabeth I. von England in der Bulle Regnans in Excelsis vom 27. April 1570 und rief die Engländer zum Widerstand gegen sie auf, was zur Verfolgung der Katholiken in England führte.
Als Großinquisitor sowie auch als Papst zeichnete er sich durch repressive Maßnahmen gegen Feinde der katholischen Kirche aus. Vor allem seine unnachgiebige Härte gegenüber vermeintlichen Häretikern ist der Grund, warum der Protestantismus in Italien kaum Fuß fassen konnte.

#### Tod und Beisetzung
Pius V. litt gegen Ende seines Lebens unter starken Unterleibsschmerzen, verursacht vermutlich durch Krebs, die nicht gelindert werden konnten. Pius ertrug diese Schmerzen jedoch in Demut und Frömmigkeit und weigerte sich bis kurz vor seinem Tod, weniger hart zu arbeiten. Pius V. ist in der Cappella Sistina, einer Seitenkapelle von Santa Maria Maggiore, beigesetzt.

## Nachleben
Er wurde 1712 von Papst Clemens XI. heiliggesprochen. Neben seinem frommen Lebenswandel und seinen religiösen Neuerungen (Katechismus, Brevier) spielte auch der als wundersam angesehene Sieg über das Osmanische Reich in der Seeschlacht vom 7. Oktober 1571 hierfür eine Rolle. Jenen Erfolg schrieb man besonders den Gebeten zur Jungfrau Maria, der „Mutter vom großen Sieg“, zu und widmete den Tag, einen Sonntag, dem Rosenkranzgebet. Sein Nachfolger führte zum Gedenken an diesen Tag das Rosenkranzfest ein, das damals am ersten Sonntag im Oktober begangen wurde.

## Verehrung
- Katholisch Gedenktag: 30. April (nicht gebotener Gedenktag im Allgemeinen Römischen Kalender ist der 1. Mai.)

## Trivia
Pius V. entschied im Jahr 1569 auf Anfrage der Bischöfe von Mexiko, dass der Konsum von xocóatl während der Fastenzeit erlaubt sei.